# Llista de cantates (Bach)

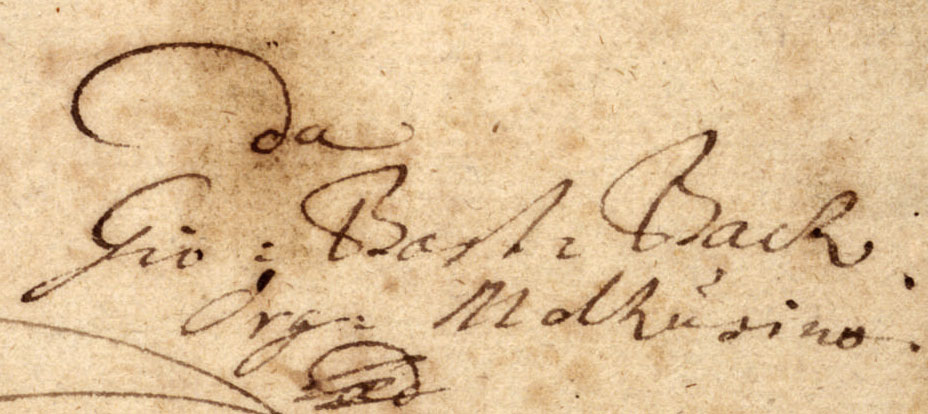
Autògraf de la cantata BWV 71

A continuació es detalla la llista de cantates de Johann Sebastian Bach d'acord amb el catàleg BWV de la seva obra (vegeu la llista completa de les composicions de Bach). Es creu que Bach, tenint en compte la seva obligació setmanal de compondre cantates, hauria compost més de tres-centes cantates de les quals n'han sobreviscut unes dues-centes. El patrimoni musical que representa una obra així, tant per la qualitat com per la quantitat, és enorme.

## Cantates religioses
- BWV 1 - Wie schön leuchtet der Morgenstern
- BWV 2 - Ach Gott, vom Himmel sieh darein
- BWV 3 - Ach Gott, wie manches Herzeleid
- BWV 4 - Christ lag in Todesbanden
- BWV 5 - Wo soll ich fliehen hin
- BWV 6 - Bleib bei uns, denn es will Abend werden
- BWV 7 - Christ unser Herr zum Jordan kam
- BWV 8 - Liebster Gott, wenn werd ich sterben?
- BWV 9 - Es ist das Heil uns kommen her
- BWV 10 - Meine Seel erhebt den Herren
- BWV 11 - Lobet Gott in seinen Reichen (Oratori de "L'Ascensió")
- BWV 12 - Weinen, Klagen, Sorgen, Zagen
- BWV 13 - Meine Seufzer, meine Tränen
- BWV 14 - Wär Gott nicht mit uns diese Zeit
- BWV 15 - Denn du wirst meine Seele nicht in der Hölle lassen (atribuïda a Johann Ludwig Bach)
- BWV 16 - Herr Gott, dich loben wir
- BWV 17 - Wer Dank opfert, der preiest mich
- BWV 18 - Gleichwie der Regen und Schnee vom Himmel fällt
- BWV 19 - Es erhub sich ein Streit
- BWV 20 - O Ewigkeit du Donnerwort
- BWV 21 - Ich hatte viel Bekümmernis
- BWV 22 - Jesus nahm zu sich die Zwölfe
- BWV 23 - Du wahrer Gott und Davids Sohn
- BWV 24 - Ein ungefärbt Gemüte
- BWV 25 - Es ist nichts Gesundes an meinem Leibe
- BWV 26 - Ach wie flüchtig, ach wie nichtig
- BWV 27 - Wer weiss, wie nahe mir mein Ende?
- BWV 28 - Gottlob! nun geht das Jahr zu Ende
- BWV 29 - Wir danken dir, Gott, wir danken dir
- BWV 30 - Freue dich, erlöste Schar
- BWV 30a - Angenehmes Wiederau
- BWV 31 - Der Himmel lacht! Die Erde jubilieret
- BWV 32 - Liebster Jesu, mein Verlangen
- BWV 33 - Allein zu dir, Herr Jesu Christ
- BWV 34 - O ewiges Feuer, O Ursprung der Liebe
- BWV 34a - O ewiges Feuer, O Ursprung der Liebe
- BWV 35 - Geist und Seele wird verwirret
- BWV 36 - Schwingt freudig euch empor
- BWV 36a - Steigt freudig in die Luft
- BWV 36b - Die Freude reget sich
- BWV 36c - Schwingt freudig euch empor
- BWV 37 - Wer da gläubet und getauft wird
- BWV 38 - Aus tiefer Not schrei ich zu dir
- BWV 39 - Brich dem Hungrigen dein Brot
- BWV 40 - Darzu ist erschienen der Sohn Gottes
- BWV 41 - Jesu, nun sei gepreiset
- BWV 42 - Am Abend aber desselbigen Sabbats
- BWV 43 - Gott fähret auf mit Jauchzen
- BWV 44 - Sie werden euch in den Bann tun
- BWV 45 - Es ist dir gesagt, Mensch, was gut ist
- BWV 46 - Schauet doch und sehet, ob irgend ein Schmerz sei
- BWV 47 - Wer sich selbst erhöhet, der soll erniedriget werden
- BWV 48 - Ich elender Mensch, wer wird mich erlösen
- BWV 49 - Ich geh und suche mit Verlangen
- BWV 50 - Nun ist das Heil und die Kraft
- BWV 51 - Jauchzet Gott in allen Landen
- BWV 52 - Falsche Welt, dir trau ich nicht
- BWV 53 - Schlage doch, gewünschte Stunde (és de Georg Melchior Hoffmann)
- BWV 54 - Widerstehe doch der Sünde
- BWV 55 - Ich armer Mensch, ich Sündenknecht
- BWV 56 - Ich will den Kreuzstab gerne tragen
- BWV 57 - Selig ist der Mann
- BWV 58 - Ach Gott, wie manches Herzeleid
- BWV 59 - Wer mich liebet, der wird mein Wort halten
- BWV 60 - O Ewigkeit, du Donnerwort
- BWV 61 - Nun komm, der Heiden Heiland
- BWV 62 - Nun komm, der Heiden Heiland
- BWV 63 - Christen, ätzet diesen Tag
- BWV 64 - Sehet, welch eine Liebe hat uns der Vater erzeiget
- BWV 65 - Sie werden aus Saba alle kommen
- BWV 66 - Erfreut euch, ihr Herzen
- BWV 66a - Der Himmel dacht auf Anhalts Ruhm und Glück
- BWV 67 - Halt im Gedächtnis Jesum Christ
- BWV 68 - Also hat Gott die Welt geliebt
- BWV 69 - Lobe den Herrn, meine Seele
- BWV 69a - Lobe den Herrn, meine Seele
- BWV 70 - Wachet! betet! betet! wachet!
- BWV 70a - Wachet! betet! betet! wachet!
- BWV 71 - Gott ist mein König
- BWV 72 - Alles nur nach Gottes Willen
- BWV 73 - Herr, wie du willt, so schicks mit mir
- BWV 74 - Wer mich liebet, der wird mein Wort halten
- BWV 75 - Die Elenden sollen essen
- BWV 76 - Die Himmel erzählen die Ehre Gottes
- BWV 77 - Du sollt Gott, deinen Herren, lieben
- BWV 78 - Jesu, der du meine Seele
- BWV 79 - Gott der Herr ist Sonn und Schild
- BWV 80 - Ein feste Burg ist unser Gott
- BWV 80a - Alles, was von Gott geboren
- BWV 81 - Jesus schläft, was soll ich hoffen?
- BWV 82 - Ich habe genug
- BWV 83 - Erfreute Zeit im neuen Bunde
- BWV 84 - Ich bin vergnügt mit meinem Glücke
- BWV 85 - Ich bin ein guter Hirt
- BWV 86 - Wahrlich, wahrlich, ich sage euch
- BWV 87 - Bisher habt ihr nichts gebeten in meinem Namen
- BWV 88 - Siehe, ich will viel Fischer aussenden
- BWV 89 - Was soll ich aus dir machen, Ephraim
- BWV 90 - Es reißet euch ein schrecklich Ende
- BWV 91 - Gelobet seist du, Jesu Christ
- BWV 92 - Ich hab in Gottes Herz und Sinn
- BWV 93 - Wer nur den lieben Gott lässt walten
- BWV 94 - Was frag ich nach der Welt
- BWV 95 - Christus, der ist mein Leben
- BWV 96 - Herr Christ, der einge Gottessohn
- BWV 97 - In allen meinen Taten
- BWV 98 - Was Gott tut, das ist wohlgetan
- BWV 99 - Was Gott tut, das ist wohlgetan
- BWV 100 - Was Gott tut, das ist wohlgetan
- BWV 101 - Nimm von uns, Herr, du treuer Gott
- BWV 102 -Herr, deine Augen sehen nach dem Glauben
- BWV 103 - Ihr werdet weinen und heulen
- BWV 104 - Du Hirte Israel, höre
- BWV 105 - Herr, gehe nicht ins Gericht mit deinem Knecht
- BWV 106 - Gottes Zeit ist die allerbeste Zeit
- BWV 107 - Was willst du dich betrüben
- BWV 108 - Es ist euch gut, daß ich hingehe
- BWV 109 - Ich glaube, lieber Herr, hilf meinem Unglauben
- BWV 110 - Unser Mund sei voll Lachens
- BWV 111 - Was mein Gott will, das g’scheh allzeit
- BWV 112 - Der Herr ist mein getreuer Hirt
- BWV 113 - Herr Jesu Christ, du höchstes Gut
- BWV 114 - Ach, lieben Christen, seid getrost
- BWV 115 - Mache dich, mein Geist, bereit
- BWV 116 - Du Friedefürst, Herr Jesu Christ
- BWV 117 - Sei Lob und Ehr dem höchsten Gut
- BWV 118 - O Jesu Christ, meins Lebens Licht
- BWV 119 - Preise, Jerusalem, den Herrn
- BWV 120 - Gott, man lobet dich in der Stille
- BWV 120a - Herr Gott, Beherrscher aller Dinge
- BWV 120b - Gott, man lobet dich in der Stille
- BWV 121 - Christum wir sollen loben schon
- BWV 122 - Das neugeborne Kindelein
- BWV 123 - Liebster Immanuel, Herzog der Frommen
- BWV 124 - Meinen Jesum laß ich nicht
- BWV 125 - Mit Fried und Freud ich fahr dahin
- BWV 126 - Erhalt uns, Herr, bei deinem Wort
- BWV 127 - Herr Jesu Christ, wahr' Mensch und Gott
- BWV 128 - Auf Christi Himmelfahrt allein
- BWV 129 - Gelobet sei der Herr, mein Gott
- BWV 130 - Herr Gott, dich loben alle wir
- BWV 131 - Aus der Tiefen rufe ich, Herr, zu dir
- BWV 132 - Bereitet die Wege, bereitet die Bahn!
- BWV 133 - Ich freue mich in dir
- BWV 134 - Ein Herz, das seinen Jesum lebend weiß
- BWV 134a - Die Zeit, die Tag und Jahre macht
- BWV 135 - Ach Herr, mich armen Sünder
- BWV 136 - Erforsche mich, Gott, und erfahre mein Herz
- BWV 137 - Lobe den Herren, den mächtigen König der Ehren
- BWV 138 - Warum betrübst du dich, mein Herz
- BWV 139 - Wohl dem, der sich auf seinen Gott
- BWV 140 - Wachet auf, ruft uns die Stimme
- BWV 141 - Das ist je gewißlich wahr (és de Georg Philipp Telemann)
- BWV 142 - Uns ist ein Kind geboren (atribuïda a Johann Kuhnau)
- BWV 143 - Lobe den Herrn, meine Seele
- BWV 144 - Nimm, was dein ist, und gehe hin
- BWV 145 - Ich lebe, mein Herze, zu deinem Ergötzen
- BWV 146 - Wir müssen durch viel Trübsal
- BWV 147 - Herz und Mund und Tat und Leben
- BWV 147a - Herz und Mund und Tat und Leben
- BWV 148 - Bringet dem Herrn Ehre seines Namens
- BWV 149 - Man singet mit Freuden vom Sieg
- BWV 150 - Nach dir, Herr, verlanget mich
- BWV 151 - Süßer Trost, mein Jesus kömmt
- BWV 152 - Tritt auf die Glaubensbahn
- BWV 153 -Schau, lieber Gott, wie meine Feind
- BWV 154 - Mein liebster Jesus ist verloren
- BWV 155 - Mein Gott, wie lang, ach lange?
- BWV 156 - Ich steh mit einem Fuß im Grabe
- BWV 157 - Ich lasse dich nicht, du segnest mich denn
- BWV 158 - Der Friede sei mit dir
- BWV 159 - Sehet, wir gehn hinauf gen Jerusalem
- BWV 160 - Ich weiß, daß mein Erlöser lebt (és de Georg Philipp Telemann)
- BWV 161 - Komm, du süße Todesstunde
- BWV 162 - Ach! ich sehe, itzt, da ich zur Hochzeit gehe
- BWV 163 - Nur jedem das Seine
- BWV 164 - Ihr, die ihr euch von Christo nennet
- BWV 165 - O heilges Geist- und Wasserbad
- BWV 166 - Wo gehest du hin?
- BWV 167 - Ihr Menschen, ruehmet Gottes Liebe
- BWV 168 - Tue Rechnung! Donnerwort
- BWV 169 - Gott soll allein mein Herze haben
- BWV 170 - Vergnügte Ruh, beliebte Seelenlust
- BWV 171 - Gott, wie dein Name, so ist auch dein Ruhm
- BWV 172 - Erschallet, ihr Lieder, erklinget, ihr Saiten!
- BWV 173 - Erhöhtes Fleisch und Blut
- BWV 173a - Durchlauchtster Leopold
- BWV 174 - Ich liebe den Höchsten von ganzem Gemüte
- BWV 175 - Er rufet seinen Schafen mit Namen
- BWV 176 - Es ist ein trotzig und verzagt Ding
- BWV 177 - Ich ruf zu dir, Herr Jesu Christ
- BWV 178 - Wo Gott der Herr nicht bei uns hält
- BWV 179 - Siehe zu, daß deine Gottesfurcht nicht Heuchelei sei
- BWV 180 - Schmücke dich, o liebe Seele
- BWV 181 - Leichtgesinnte Flattergeister
- BWV 182 - Himmelskönig, sei willkommen
- BWV 183 - Sie werden euch in den Bann tun
- BWV 184 - Erwünschtes Freudenlicht
- BWV 184a - Cantata BWV 184a
- BWV 185 - Barmherziges Herze der ewigen Liebe
- BWV 186 - Ärgre dich, o Seele, nicht
- BWV 187 - Es wartet alles auf dich
- BWV 188 - Ich habe meine Zuversicht
- BWV 189 - Meine Seele rühmt und preist (atribuïda a Georg Melchior Hoffmann)
- BWV 190 - Singet dem Herrn ein neues Lied
- BWV 190a - Singet dem Herrn ein neues Lied
- BWV 191 - Gloria in excelsis Deo
- BWV 192 - Nun danket alle Gott
- BWV 193 - Ihr Tore zu Zion
- BWV 193a - Ihr Häuser des Himmels, ihr scheinenden Lichter
- BWV 194 - Höchsterwünschtes Freudenfest
- BWV 195 - Dem Gerechten muß das Licht
- BWV 196 - Der Herr denket an uns
- BWV 197 - Gott ist unsre Zuversicht
- BWV 197a - Ehre sei Gott in der Höhe
- BWV 198 - Laβ, Fürstin, laβ noch einen Strahl
- BWV 199 - Mein Herze schwimmt im Blut
- BWV 200 - Bekennen will ich seinen Namen

## Cantates profanes
- BWV 201 - Geschwinde, ihr wirbelnden Winde
- BWV 202 - Weichet nur, betrübte Schatten
- BWV 203 - Amore traditore
- BWV 204 - Ich bin in mir vergnügt
- BWV 205 - Zerreißet, zersprenget, zertrümmert die Gruft
- BWV 205a - Blast Lärmen, ihr Feinde!
- BWV 206 - Schleicht, spielende Wellen
- BWV 207 - Vereinigte Zwietracht der wechselnden Saiten
- BWV 207a - Auf, schmetternde Töne der muntern Trompeten
- BWV 208 - Was mir behagt, ist nur die muntre Jagd
- BWV 208a - Was mir behagt, ist nur die muntre Jagd
- BWV 209 - Non sa che sia dolore
- BWV 210 - O holder Tag, erwünschte Zeit
- BWV 210a - O angenehme Melodei
- BWV 211 - Schweigt stille, plaudert nicht (Del cafè)
- BWV 212 - Mer hahn en neue Oberkeet (dels pagesos)
- BWV 213 - Laßt uns sorgen, laßt uns wachen
- BWV 214 - Tönet, ihr Pauken! Erschallet, Trompeten!
- BWV 215 - Preise dein Glücke, gesegnetes Sachsen
- BWV 216 - Vergnügte Pleißenstadt
- BWV 216a - Erwählte Pleißenstadt

## Altres cantates (incompletes o d'atribució dubtosa)
- BWV 217 - Gedenke, Herr, wie es uns gehet
- BWV 218 - Gott der Hoffnung erfülle euch (és de Georg Philipp Telemann)
- BWV 219 - Siehe, es hat überwunden der Löwe (és de Georg Philipp Telemann)
- BWV 220 - Lobt ihn mit Herz und Munde
- BWV 221 - Wer sucht die Pracht, wer wünscht den Glanz
- BWV 222 - Mein Odem ist schwach
- BWV 223 - Meine Seele soll Gott loben
- BWV 224 - Reiβt euch los, bedrängte Sinnen
- BWV 244a - Klagt, Kinder, klagt es aller Welt
- BWV 249a - Entfliehet, verschwindet, entweichet, ihr Sorgen
- BWV 249b - Verjaget, zerstreuet, zerrüttet, ihr Sterne
- BWV 1083 - Tilge, Höchster, meine Sünden (arranjament del Stabat Mater de Giovanni Battista Pergolesi)
- BWV 1127 - Alles mit Gott und nichts ohn' ihn
- BWV Anh. 1 - Gesegnet ist die Zuversicht
- BWV Anh. 2 - Cantata BWV Anh. 2
- BWV Anh. 3 - Gott, gib dein Gerichte dem Könige
- BWV Anh. 4 - Wünschet Jerusalem Glück
- BWV Anh. 5 - Lobet den Herrn, alle seine Heerscharen
- BWV Anh. 6 - Dich loben die lieblichen Strahlen der Sonne
- BWV Anh. 7 - Heut ist gewiß ein guter Tag
- BWV Anh. 8 - Cantata BWV Anh. 8
- BWV Anh. 9 - Entfernet Euch, Ihr heitern Sterne
- BWV Anh. 10 - So kämpfet nur, ihr muntern Töne
- BWV Anh. 11 - Es lebe der König, der Vater im Lande
- BWV Anh. 12 - Frohes Volk, Vergnügte Sachsen
- BWV Anh. 13 - Willkommen! Ihr herrschenden Götter der Erden!
- BWV Anh. 14 - Sein Segen fließt daher wie ein Strom
- BWV Anh. 15 - Siehe, der Hüter Israel
- BWV Anh. 16 - Schliesst die Grudt! ihr Trauerglocken
- BWV Anh. 17 - Mein Gott, nimm die gerechte Seele
- BWV Anh. 18 - Froher Tag, verlangte Stunden
- BWV Anh. 19 - Thomana saß annoch betrübt
- BWV Anh. 20 - Oda llatina
- BWV Anh. 190 - Ich bin ein Pilgrim auf der Welt
- BWV Anh. 191 - Leb ich oder leb ich nicht
- BWV Anh. 192 - Cantata BWV Anh. 192
- BWV Anh. 193 - Herrscher des Himmels, König der Ehren
- BWV Anh. 194 - O vergnügte Stunden, da mein Herzog funden seinen Lebenstag
- BWV Anh. 195 - Murmelt nur ihr heitern Bäche
- BWV Anh. 196 - Auf! süß entzückende Gewalt
- BWV Anh. 197 - Ihr wallenden Wolken
- BWV Anh. 199 - Siehe, eine Jungfrau ist schwanger
- BWV Anh. 209 - Liebster Gott, vergißt du mich
- BWV Anh. 210 - Wo sind meine Wunderwerke
- BWV Anh. 211 - Der Herr ist freundlich dem, der auf ihn harret
- BWV Anh. 212 - Vergnügende Flammen, verdoppelt die Macht